# Баскетболист года конференции Southland
Баскетболист года конференции Southland (англ. Southland Conference Men's Basketball Player of the Year) — ежегодная баскетбольная награда, вручаемая по результатам голосования лучшему баскетболисту среди студентов конференции Southland, входящей в первый дивизион NCAA. Голосование проводится среди главных тренеров команд, входящих в эту конференцию, причём свои голоса тренеры подают после окончания регулярного чемпионата, но перед стартом плей-офф, то есть в начале марта, однако они не могут голосовать за собственных подопечных. Награда была учреждена и впервые вручена Джерри Руку из Университета Дюкейн в сезоне 1963/64 годов.
Конференция официально начала свою деятельность в 1963 году, тогда в неё входило пять команд, а в 1971 году в неё вошли ещё две команды. С течением времени, при образовании новых университетов, количество команд в конференции увеличилось до десяти (на данный момент их тринадцать). В 2012 году к конференции Southland присоединили команду Оклахомского университета Орала Робертса, помимо этого её покинули команды Техасского университета в Арлингтоне, университета штата Техас и Техасского университета в Сан-Антонио. В 2013 году в состав конференции вошли команды баптистского университета Хьюстона, Новоорлеанского университета и Техасского университета Воплощённого Слова, к тому же, после сорокалетнего перерыва, в её состав вернулась команда христианского университета Абилина. А в 2014 году из неё исключили команду Оклахомского университета Орала Робертса.
Пять игроков, Джерри Рук, Ларри Джеффрис, Эндрю Тони, Райан Стюарт и Томас Уолкап, получали этот трофей дважды. Два раза обладателями этой премии становились аж два игрока (1971 и 1991). Чаще других обладателями этой награды становились баскетболисты государственного Луизианского университета Макниза (10 раз), Луизианского университета в Монро и государственного Техасского университета Стивена Остина (по 7 раз) и университета штата Арканзас (6 раз).

## Легенда
|           | Сообладатели награды |
| Игрок (X) | Количество титулов   |

## Победители
| Сезон   | Игрок              | Фото | Университет                                          | Позиция                                               | Год обучения | Примечания |
| ------- | ------------------ | ---- | ---------------------------------------------------- | ----------------------------------------------------- | ------------ | ---------- |
| 1963/64 | Джерри Рук         |      | Университет штата Арканзас                           | Лёгкий форвард / Тяжёлый форвард                      | Третий       |            |
| 1964/65 | Джерри Рук (2)     |      | Университет штата Арканзас                           | Лёгкий форвард / Тяжёлый форвард                      | Четвёртый    |            |
| 1965/66 | Джон Диксон        |      | Университет штата Арканзас                           | Центровой                                             | Четвёртый    |            |
| 1966/67 | Ларри Джеффрис     |      | Техасский университет Троицы                         | Лёгкий форвард / Тяжёлый форвард                      | Второй       |            |
| 1967/68 | Джон Рэй Годфри    |      | Христианский университет Абилина                     | Защитник                                              | Четвёртый    |            |
| 1968/69 | Ларри Джеффрис (2) |      | Техасский университет Троицы                         | Лёгкий форвард / Тяжёлый форвард                      | Четвёртый    |            |
| 1969/70 | Кенни Хейнс        |      | Университет Ламара                                   | Атакующий защитник / Разыгрывающий защитник           | Четвёртый    |            |
| 1970/71 | Люк Адамс          |      | Университет Ламара                                   | Форвард                                               | Четвёртый    |            |
| 1970/71 | Аллен Прюйетт      |      | Университет штата Арканзас                           | Защитник                                              | Четвёртый    |            |
| 1971/72 | Дуайт Ламар        |      | Луизианский университет в Лафайетте                  | Разыгрывающий защитник / Атакующий защитник           | Третий       |            |
| 1972/73 | Майк Грин          |      | Технологический университет Луизианы                 | Центровой                                             | Четвёртый    |            |
| 1973/74 | Стив Брукс         |      | Университет штата Арканзас                           | Центровой                                             | Четвёртый    |            |
| 1974/75 | Генри Рэй          |      | Государственный Луизианский университет Макниза      | Форвард                                               | Второй       |            |
| 1975/76 | Майк Макконэти     |      | Технологический университет Луизианы                 | Атакующий защитник                                    | Третий       |            |
| 1976/77 | Дэн Хендерсон      |      | Университет штата Арканзас                           | Центровой                                             | Четвёртый    |            |
| 1977/78 | Эндрю Тони         |      | Луизианский университет в Лафайетте                  | Атакующий защитник                                    | Второй       |            |
| 1978/79 | Дэвид Лоуренс      |      | Государственный Луизианский университет Макниза      | Тяжёлый форвард                                       | Третий       |            |
| 1979/80 | Эндрю Тони (2)     |      | Луизианский университет в Лафайетте                  | Атакующий защитник                                    | Четвёртый    |            |
| 1980/81 | Майк Олливер       |      | Университет Ламара                                   | Разыгрывающий защитник                                | Четвёртый    |            |
| 1981/82 | Альберт Калтон     |      | Техасский университет в Арлингтоне                   | Лёгкий форвард                                        | Четвёртый    |            |
| 1982/83 | Карл Мэлоун        |      | Технологический университет Луизианы                 | Тяжёлый форвард                                       | Второй       |            |
| 1983/84 | Том Сьюэлл         |      | Университет Ламара                                   | Атакующий защитник                                    | Третий       |            |
| 1984/85 | Джо Думарс         |      | Государственный Луизианский университет Макниза      | Атакующий защитник / Разыгрывающий защитник           | Четвёртый    |            |
| 1985/86 | Бобби Дженкинс     |      | Луизианский университет в Монро                      | Форвард                                               | Четвёртый    |            |
| 1986/87 | Джером Батист      |      | Государственный Луизианский университет Макниза      | Лёгкий форвард / Тяжёлый форвард                      | Четвёртый    |            |
| 1987/88 | Тони Уоррелл       |      | Северо-Техасский университет                         | Форвард                                               | Четвёртый    |            |
| 1988/89 | Деон Хантер        |      | Северо-Техасский университет                         | Разыгрывающий защитник                                | Четвёртый    |            |
| 1989/90 | Энтони Паллард     |      | Государственный Луизианский университет Макниза      | Тяжёлый форвард / Центровой                           | Четвёртый    |            |
| 1990/91 | Карлос Фанчесс     |      | Луизианский университет в Монро                      | Разыгрывающий защитник / Атакующий защитник           | Четвёртый    |            |
| 1990/91 | Энтони Джонс       |      | Луизианский университет в Монро                      | Форвард                                               | Четвёртый    |            |
| 1991/92 | Райан Стюарт       |      | Луизианский университет в Монро                      | Лёгкий форвард                                        | Третий       |            |
| 1992/93 | Райан Стюарт (2)   |      | Луизианский университет в Монро                      | Лёгкий форвард                                        | Четвёртый    |            |
| 1993/94 | Эрик Кубель        |      | Государственный университет Северо-Западной Луизианы | Центровой                                             | Четвёртый    |            |
| 1994/95 | Реджи Джексон      |      | Университет Николлса                                 | Атакующий защитник / Лёгкий форвард / Тяжёлый форвард | Четвёртый    |            |
| 1995/96 | Пол Маршалл        |      | Луизианский университет в Монро                      | Атакующий защитник                                    | Третий       |            |
| 1996/97 | Роселл Эллис       |      | Государственный Луизианский университет Макниза      | Лёгкий форвард / Тяжёлый форвард                      | Четвёртый    |            |
| 1997/98 | Родерик Холл       |      | Техасский университет в Сан-Антонио                  | Атакующий защитник / Разыгрывающий защитник           | Второй       |            |
| 1998/99 | Донте Мэтис        |      | Университет штата Техас                              | Разыгрывающий защитник                                | Четвёртый    |            |
| 1999/00 | Майк Смит          |      | Луизианский университет в Монро                      | Тяжёлый форвард                                       | Четвёртый    |            |
| 2000/01 | Демонд Маллет      |      | Государственный Луизианский университет Макниза      | Разыгрывающий защитник                                | Четвёртый    |            |
| 2001/02 | Макэверетт Пауэрс  |      | Техасский университет в Сан-Антонио                  | Тяжёлый форвард                                       | Четвёртый    |            |
| 2002/03 | Дональд Коул       |      | Государственный Техасский университет Сэма Хьюстона  | Лёгкий форвард                                        | Второй       |            |
| 2003/04 | Лерой Хард         |      | Техасский университет в Сан-Антонио                  | Лёгкий форвард / Атакующий защитник                   | Четвёртый    | [ 1 ]      |
| 2004/05 | Джо Томпсон        |      | Государственный Техасский университет Сэма Хьюстона  | Лёгкий форвард / Атакующий защитник                   | Второй       | [ 2 ]      |
| 2005/06 | Рики Вудс          |      | Университет Юго-Восточной Луизианы                   | Тяжёлый форвард / Лёгкий форвард                      | Третий       | [ 3 ]      |
| 2006/07 | Крис Дэниелс       |      | Техасский университет A&M — Христианский корпус      | Центровой                                             | Третий       | [ 4 ]      |
| 2007/08 | Джош Александер    |      | Государственный Техасский университет Стивена Остина | Лёгкий форвард                                        | Третий       | [ 5 ]      |
| 2008/09 | Мэтт Кингсли       |      | Государственный Техасский университет Стивена Остина | Центровой                                             | Четвёртый    | [ 6 ]      |
| 2009/10 | Маркез Хейнс       |      | Техасский университет в Арлингтоне                   | Атакующий защитник / Разыгрывающий защитник           | Четвёртый    | [ 7 ]      |
| 2010/11 | Жилберто Клэвелл   |      | Государственный Техасский университет Сэма Хьюстона  | Лёгкий форвард                                        | Четвёртый    | [ 8 ]      |
| 2011/12 | Патрик Ричард      |      | Государственный Луизианский университет Макниза      | Лёгкий форвард / Атакующий защитник                   | Четвёртый    | [ 9 ]      |
| 2012/13 | Тейлор Смит        |      | Государственный Техасский университет Стивена Остина | Лёгкий форвард / Тяжёлый форвард                      | Четвёртый    | [ 10 ]     |
| 2013/14 | Джейкоб Паркер     |      | Государственный Техасский университет Стивена Остина | Тяжёлый форвард                                       | Третий       | [ 11 ]     |
| 2014/15 | Томас Уолкап       |      | Государственный Техасский университет Стивена Остина | Атакующий защитник / Лёгкий форвард                   | Третий       | [ 12 ]     |
| 2015/16 | Томас Уолкап (2)   |      | Государственный Техасский университет Стивена Остина | Атакующий защитник / Лёгкий форвард                   | Четвёртый    | [ 13 ]     |
| 2016/17 | Эрик Томас         |      | Новоорлеанский университет                           | Тяжёлый форвард                                       | Четвёртый    | [ 14 ]     |
| 2017/18 | Джордан Ховард     |      | Университет Центрального Арканзаса                   | Разыгрывающий защитник / Атакующий защитник           | Четвёртый    | [ 15 ]     |
| 2018/19 | Кэмерон Делейни    |      | Государственный Техасский университет Сэма Хьюстона  | Атакующий защитник                                    | Четвёртый    | [ 16 ]     |
| 2019/20 | Кевон Харрис       |      | Государственный Техасский университет Стивена Остина | Лёгкий форвард / Атакующий защитник                   | Четвёртый    | [ 17 ]     |
| 2020/21 | Закари Натолл      |      | Государственный Техасский университет Сэма Хьюстона  | Разыгрывающий защитник                                | Третий       | [ 18 ]     |
| 2021/22 | Тай Гордон         |      | Университет Николлса                                 | Разыгрывающий защитник                                | Пятый        | [ 19 ]     |
| 2022/23 | Демаркус Шарп      |      | Государственный университет Северо-Западной Луизианы | Разыгрывающий защитник                                | Четвёртый    | [ 20 ]     |
| 2023/24 | Шахада Уэллс       |      | Государственный Луизианский университет Макниза      | Разыгрывающий защитник / Атакующий защитник           | Пятый        | [ 21 ]     |
| 2024/25 | Джавон Гарсия      |      | Государственный Луизианский университет Макниза      | Атакующий защитник                                    | Четвёртый    | [ 22 ]     |